# Marta Kober
Marta Kober (Nueva York, 23 de octubre de 1963) es una actriz estadounidense, reconocida por su participación en las películas Friday the 13th Part 2 y Slumber Party Massacre III.

## Carrera
Kober nació en la ciudad de Nueva York. Inició su carrera como actriz a finales de la década de 1970 en la serie de televisión Special Treat. En 1981 interpretó el papel de Sandra, una joven que es asesinada por Jason Voorhees en la película de horror Friday the 13th Part 2. Inicialmente fue grabada una escena para el filme en la que Kober aparecía completamente desnuda, pero debió ser eliminada de la versión definitiva pues en ese momento la actriz no había cumplido su mayoría de edad. Acto seguido apareció en producciones dramáticas y de acción para cine y televisión como Baby It's You, Magmun, P.I. y Matlock antes de retornar al género de horror en la cinta Slumber Party Massacre III. En la década de 1990 realizó pequeñas apariciones en las series Full House y Law & Order, antes de alejarse de los medios.

## Filmografía

### Cine
- 1991 - Inside Out
- 1990 - Slumber Party Massacre III
- 1988 - Patty Hearst
- 1986 - Intimate Encounters
- 1986 - Vendetta
- 1986 - Neon Maniacs
- 1986 - Rad
- 1985 - School Spirit
- 1985 - Children of the Night
- 1985 - Heart of a Champion: The Ray Mancini Story
- 1984 - A Touch of Scandal
- 1984 - Shattered Vows
- 1984 - Second Sight: A Love Story
- 1983 - Enormous Changes at the Last Minute
- 1983 - Baby It's You
- 1981 - Friday the 13th: Part 2

### Televisión
- 1995 - Law & Order
- 1992 - Full House
- 1987 - Matlock
- 1986 - Magnum, P.I.
- 1984 - Happy Days
- 1982 - ABC Afterschool Specials
- 1978 - Special Treat